# گروه علی‌بابا
گروه علی‌بابا (به انگلیسی: Alibaba Group Holding Limited) (به چینی: 阿里巴巴集团控股有限公司) یک شرکت فناور چندملیتی چینی در زمینهٔ تجارت الکترونیک است که فروش و خدمات پس از آن را به شکل مشتری به مشتری، بنگاه به مشتری و بنگاه به بنگاه از طریق پورتال وب فراهم می‌کند.
این گروه در زمینه‌هایی چون فروشگاه اینترنتی، سامانه خرده‌فروشی، و رایانش ابری فعالیت می‌کند و دارای مجموعهٔ مختلفی از شرکت‌های تجاری در سراسر جهان است.
سپتامبر ۲۰۱۴ در بازار آزاد بورس سهامی به ارزش ۲۵ میلیارد دلار داشت که تا آن زمان بالاترین میزان سهام آزاد بود و ۲۳۱ میلیارد دلار ارزش گذاری شد. علی‌بابا یکی از ۱۰ شرکت قدرتمند جهان است. سال ۲۰۲۰ فوربز گلوبال این شرکت را در رده سی و یکم بزرگ‌ترین شرکت‌های عمومی جهان قرار داد. سال ۲۰۱۸ علی‌بابا بعد از رقیب خود، تنسنت، دومین شرکت آسیایی بود که از مرز ۵۰۰ میلیارد دلار گذشت. از سال ۲۰۲۰ این شرکت جز ۶ شرکت با بالاترین ارزش جهان است.
علی‌بابا بزرگ‌ترین شرکت خرده فروش جهان و در لیست بزرگ‌ترین شرکت‌های تجارت الکترونیک دنیا جای دارد. در سال ۲۰۲۰ این شرکت مقام پنجم بزرگ‌ترین شرکت هوش مصنوعی را به خود اختصاص داد. علی‌بابا یکی از بزرگ‌ترین شرکت‌های سرمایه‌گذاری و همچنین سرمایه پر خطر است. این شرکت میزبان بزرگ‌ترین بازارها alibaba.com و تاوباو و تی‌مال است. این شرکت رسانه‌ای شده و درامدش هرسال سه برابر افزایش می‌یابد. این مجموعه همچنین رکورد بیشترین خرید آنلاین و حضوری را در روز مجردها، سال ۲۰۱۸ در جهان زد.

## نام‌گذاری
نام این شرکت از شخصیتی افسانه‌ای به نام علی‌بابا در افسانه هزار و یک شب، به دلیل محبوبیت جهانی این فولکلور شرقی الهام گرفته شده. جک ما، یکی از مؤسسان این شرکت گفته: «یک روز در کافه‌ای در سانفرانسیسکو به این فکر می‌کردم که علی‌بابا نام قشنگی است که پیشخدمتی نزدیک شد و پرسیدم: راجع به علی‌بابا چیزی شنیده‌ای؟ گفت بله. پرسیدم چه چیزی در موردش می‌دانی؟ که او گفت: باز شو کنجد! و گفتم، بله، همین است. بعد به خیابان رفتم و از سی نفر دیگر همین سؤال را پرسیدم، مردمی از هند، آلمان، چین و توکیو، همه علی‌بابا را می‌شناختند. علی‌بابا یک تاجر مهربان و باهوش است که به روستاییان کمک می‌کرده. اسمی ساده که همه جای دنیا شناخته می‌شود. ما همچنین نام علی ماما را هم ثبت کردیم، برای مواقعی که کسی خواست با ما ازدواج کند!»

## تاریخچه
۲۸ ژوئن ۱۹۹۹ جک ما به همراه ۱۷ نفر از دوستانش سایت تجاری علی‌بابا را Alibaba.com که یک سایت چینی b2b (بنگاه به بنگاه) است راه‌اندازی کردند. اکتبر ۱۹۹۹ علی‌بابا ۲۵ میلیون دلار سرمایه از گلدمن ساکس و سافت بانک دریافت کرد. انتظار می‌رفت که Alibaba.com بازار تجارت الکترونیکی داخل را بهبود بخشد و بستری مناسب برای کسب و کارهای کوچک و متوسط SME به منظور راهیابی به بازار جهانی WTO و صادرات کالاهای چینی ایجاد کند. سه سال پس از راه‌اندازی این سایت، سود آور شد. هدف جک ما بهبود سامانه تجارت الکترونیک جهان بود و از سال ۲۰۰۳ علی‌بابا بازار Taobao, Alipay, Ali mama, lynx را راه‌اندازی کرد.
سال ۲۰۰۳ وقتی eBay وارد چین شد، جک ما این شرکت را به عنوان رقیب خارجی اش دید و پیشنهادش برای خرید تاوباو را رد کرد. از طریق استفاده از فناوری موجود و جلب اعتماد بازارهای تجارت الکترونیکی داخلی و همچنین تسلط بر بازار با قبول ضرر، قبل از بازپرداخت خدمات اضافی علی‌بابا از ای بی در بازار تجارت الکترونیک چین پیشی گرفت. علی‌بابا همچنین اعلام کرد درصد مصرف‌کنندگان از ای بی در حال رشد است. تاوباو بعداً ای بی را مجبور به خارج شدن از بازار چین کرد.
سال ۲۰۰۵ یاهو از طریق نهادی با بهره متغیر در علی‌بابا سرمایه‌گذاری کرده و ۴۰ درصد از سهام این شرکت به مبلغ ۱ میلیارد دلار را خریداری کرد. این سهام ۱۰ میلیارد دلار ارزش دارد و در IPO متعلق به یاهو است. به گفته لی چوان، یکی از مدیران ارشد علی‌بابا، در سال ۲۰۱۳ این شرکت قصد داشت با مشارکت شرکت املاک واندا، خرده فروشی آجر و ملات سنتی چینی را آغاز کند. علاوه بر این علی‌بابا در اوایل سال ۲۰۱۴ بیست و پنج درصد از سهام فروشگاه‌های چینی<این تام ریتیل> را خریداری کرده است. در اوایل سال ۲۰۱۷ بنیاد علی‌بابا و بنیان‌گذار این تایم توافق کردند ۲٫۶ میلیارد دلار برای خصوصی‌سازی فروشگاه‌های زنجیره ای بپردازند. پس از این معامله سهام علی‌بابا ۲۸٪ از سرمایه‌گذاری ۶۹۲ میلیون دلاری به ۷۴٪ افزایش یافت.
در آوریل ۲۰۱۴علی‌بابا و سازمان مدیریت هزینه‌ها به همراه آندرسن هورویتز، ۲۵۰ میلیون دالار سرمایه‌گذاری دوره ای سری دی کردند که توسط کمپانی لیفت تکمیل شده و مبلغش به ۳۳۲٫۵ میلیون دلار افزایش یافت. پنجم ژوئن ۲۰۱۴ علی‌بابا ۵۰ درصد از سهام باشگاه Guangzho Evergrande را به ارزش ۱۹۲ میلیون دلار از شرکت املاک Evergrande خریداری کرد. پنجم سپتامبر۲۰۱۴ این گروه با کمیسیون بورس و اوراق بهادار ایالات متحده، محدوده ۶۰ تا ۶۶ دلاری برای هر سهم خود در بازار آزاد تعیین کرد که قیمت هر سهم پس از عرضه بین‌المللی به منظور ارزیابی علاقه سرمایه‌گذاران به سهام علی‌بابا که ۶۸ دلار بود مشخص شد. این مبلغ ۲۱٫۸ میلیارد دلار برای شرکت و سرمایه‌گذاران فراهم کرد. علی‌بابا بزرگ‌ترین عرضه اولیه عمومی سهام در ایالات متحده بود؛ بزرگتر از گوگل، فیس بوک و توییتر روی هم. نوزدهم سپتامبر ۲۰۱۴ سهام علی‌بابا با قیمت ۹۲٫۷۰ دلار در بازار بورس نیویورک وارد چرخه خرید و فروش شد.
۲۲ سپتامبر ۲۰۱۴ بیمه کنندگان علی‌بابا تأیید خود را مبنی بر فروش ۱۵٪ سهام بیشتر از آنچه در ابتدا برنامه‌ریزی شده بود اعلام کردند که باعث افزایش IPO به ۲۵ میلیارد دلار رسید.
در ژانویه ۲۰۱۷، علی‌بابا و کمیته بین‌المللی المپیک مشترکاً ۸۰۰ میلیون دلار تا سال ۲۰۲۸ به حامی بازی‌های المپیک اختصاص دادند.سپتامبر ۲۰۱۸ جک ما، مؤسس اصلی علی‌بابا اعلام کرد پس از یک سال از سمت خود کناره‌گیری خواهد کرد تا به امور خیرخواهانه بپردازد. در پاسخ به این بیانیه، هفته‌نامه اکونومیست اعلام کرد که جک ما از طریق کمک و فداکاری‌هایش به کسب‌وکارهای مختلف تأثیر زیادی بر چین و کل جهان داشته است.
ماه می ۲۰۱۹ بلومبرگ اعلام کرد که علی‌بابا قصد دارد ۲۰ میلیارد دلار از طریق دومین لیستینگ در هنگ‌کنگ جمع‌آوری کند.
دهم سپتامبر ۲۰۱۹ جک ما رسماً از ریاست علی‌بابا کناره‌گیری کرد و دنیل ژانگ جانشین وی در راس شرکت شد. همان ماه شهرداری هانگژو اعلام کرد که با تعبیه مقامات دولتی در علی‌بابا و سایر شرکت‌ها، نظارت خود بر بخش خصوصی را افزایش خواهد داد.
بیست و چهارم دسامبر ۲۰۲۰ دولت در سرکوب رفتارهای ضد رقابتی در فضای اینترنتی چین، تحقیقاتی را علیه تنظیم‌کنندگان علی‌بابا آغاز کرد. به دنبال تحقیقات شرکت نظارتی چین، سهام گروه علی‌بابا دچار سقوط تاریخی شد و به کمترین مقدار خود در ۶ ماه رسید.

## شرکت‌ها و نهادهای وابسته

### تجارت الکترونیک و بسترهای فروش خُرد
سال ۱۹۹۹ جک ما در حالی که در هانگژو معلم انگلیسی بود شرکت اصلی علی‌بابا را تأسیس کرد. از سال ۲۰۱۴ سایت Alibaba.com به بزرگ‌ترین پلتفرم تجاری بنگاه به بنگاه آنلاین جهان برای مشاغل کوچک تبدیل شد. Alibaba.com سه سرویس اصلی دارد: پورتال انگلیسی زبان Alibaba.com که صادرات و واردات بین ۲۴۰ کشور و منطقه را کنترل می‌کند، پورتال چینی 1688.com که تجارت بنگاه به بنگاه داخلی را مدیریت می‌کند وAliExpress.com که به خریداران اجازه می‌دهد مقدار کم کالا را یا قیمت عمده خریداری کنند. در سال 2007 Alibaba.com در بازار بورس هنگ کنگ عمومی شد و سال ۲۰۱۲ دوباره از لیست خارج شد. در سال ۲۰۱۳، 1688.com کانالی را راه‌اندازی کرد که مسئول ۳۰ میلیون دلار ارزش معاملات روزانه بود.
سال ۲۰۰۳ علی‌بابا تاوباو را راه‌اندازی کرد که کالاهای خرد را برای فروش ارائه می‌کرد. تاوباو بعدها به بزرگ‌ترین پلتفرم مشتری به مشتری c2c در چین تبدیل شد و بعد تر به عنوان دومین سایت پر بازدید در چین معرفی شد. رشد تاوباو به ارائه ثبت نام رایگان و معاملات بدون بهره با استفاده از پلتفرم شخص ثالث نسبت داده شده. تبلیغات ۷۵٪ درآمد شرکت را شامل می‌شود. طبق اظهارiResearch در سال ۲۰۱۰ سود تاوباو ۲۳۵٫۷ میلیون دلار تخمین زده شد که تنها حدود .۰٫۴٪ از رقم فروش آنها بود (۶۲٫۹ میلیارد دلار) که بسیار پایین‌تر از متوسط ۲٪ است. به گفته ژانگ یو، مدیر تاوباو بین سالهای ۲۰۱۱ تا ۲۰۱۳، تعداد فروشگاه‌های تاوباو با فروش سالانه زیر ۱۰۰ هزار ین، ۶۰ درصد افزایش یافته و تعداد فروشگاه‌ها با فروش بین ده هزار و یک میلیون ین افزایش ۳۰ درصدی داشته و تعداد فروشگاه‌ها با فروش بیشتر از ۱ میلیون ین، ۳۳ درصد افزایش یافته است.
در آوریل ۲۰۰۸ یک مرکز خرید مشابه دیگر «بازار تاوباو» را معرفی کرد. یک پرتال خرید خرد (مشتری به مشتری) آنلاین که این بار برندهای خارجی را هم به برای مصرف چینی‌ها عرضه می‌کرد. از سال Tmall.com 2013 به هشتمین سایت پربازدید چین تبدیل شد. سال ۲۰۱۲ تی مال نام خود را به تیان ماو تغییر داد که در زبان چینی به معنای گربه آسمانی است. مارس ۲۰۱۰ تاوباو وب سایت خرید گروهی Juhuasun را برای خریدهای تخفیف دار، در بازه زمانی مشخص، راه‌اندازی کرد. اکتبر۲۰۱۰ تاوباو وب سایت دیگری به نام eTao را راه‌اندازی کرد؛ این وبسایت که یک وبسایت خرید مقایسه‌ای است، نتایج جستجو را شامل محصولات، تخفیف‌ها و کوپن‌ها از پلتفرم فروشگاه‌های آنلاین چینی نمایش می‌دهد. براساس وب سایت گروه علی‌بابا، ای تاو همانند تاوباو و تی مال محصولاتی از آمازون چین، Dagdang, Gome, Yihaodian, Nike China ارائه می‌دهد. به منظور تجدید ساختار تاوباو، در ژوئن ۲۰۱۱ تی مال و ای تاو؛ و در اکتبر Juhuasun به بخش‌های جداگانه و مستقل تجاری تبدیل شدند.
سال ۲۰۱۱ علی‌بابا یک پلتفرم برای ارائه محصولات کسب و کارهای کوچک در بازار بین‌الملل به نام AliExpress.com را راه‌اندازی کرد. علی اکسپرس پربازدیدترین وبسایت خرید در روسیه است. این پلتفرم به کسب و کارهای کوچک چینی این اجازه را می‌دهد که محصولات خود را در سراسر جهان به فروش برسانند و در نتیجه محصولات متنوعی تولید کنند. می‌توان علی اکسپرس را با ای‌بی مقایسه کرد در هر دو پلتفرم فروشنده‌ها مستقل هستند و در هر دو خریداران شخص یا شرکت هستند. علی اکسپرس مستقیماً کسب و کارهای چینی را به خریداران وصل می‌کند و تفاوت اصلی علی اکسپرس و تاوباو این است که بازار هدف علی اکسپرس بازارهای خارجی از جمله: ایالات متحده آمریکا، روسیه، برزیل و اسپانیا است.
سال ۲۰۱۳ علی‌بابا به همراه شش شرکت تدارکاتی چینی دیگر از جمله SF Express، شرکتی با عنوان Cainiao را برای تحویل بسته‌ها در چین تأسیس کردند. این شرکت به تدریج به ۱۴ شرکت محلی تدارکات تبدیل شد. سال ۲۰۱۶ تاوباو و تی مال، دو تا از محبوب‌ترین پلتفرم‌های تجاری جهان در مجموع ۴۷۸٫۶ میلیارد دلار حجم معادلاتی داشتند. علی‌بابا قصد دارد تا سال ۲۰۲۰ این مقدار را دو برابر کند. از فوریه ۲۰۱۸ تاوباو ۵۸۰ و تی مال ۵۰۰ میلیون کاربر فعال ماهانه دارند. این شبکه همچنین در حال گسترش شبکه‌های تجاری آنلاین خود در سراسر جهان است. علی‌بابا اعلام کرده به منظور ساخت یک شبکه کارامد جهانی تدارکات ۱۰۰ میلیون یوان در ۵ سال آینده سرمایه‌گذاری خواهد کرد. این شرکت قصد دارد ۵٫۳ میلیارد یوان دیگر در Cainiao Logistics سرمایه‌گذاری کند تا ارزش سهامش را از ۴۷٪ به ۵۱٪ برساند. این سرمایه‌گذاری برای Cainiao به همراه دیگر شرکت‌های تدارکاتی چین ۲۰ میلیارد دلار ارزش خواهد داشت.
یازدهم ژوئن ۲۰۱۴ علی‌بابا سایت 11Main را در ایالات متحده راه‌اندازی کرد. ۱۱ مین میزبان بیش از هزار فروشنده در زمینه‌های مختلف از قبیل مد و لباس، لوازم جانبی و جواهرات، همچنین لوازم داخلی مثل صنایع دستی است و قصد دارد موارد بیشتری هم اضافه کند. بیست و سوم ژوئن ۲۰۱۵ علی‌بابا اعلام کرد که قصد فروش ۱۱مین به «اُپن اسکای» ا که یک پلتفرم تجارت آنلاین در نیویورک است دارد.
آوریل ۲۰۱۶ علی‌بابا اغلام کرد که قصد دارد برای کنترل منافع خود در لازادا ۵۰۰ میلیون دلار سهام جدید و ۵۰۰ میلیون دلار از سهام داران این شرکت بخرد. لازادا یک شرکت تجارت الکترونیک واقع در سنگاپور است که توسط «راکت اینترنت» در ۲۰۱۱ تأسیس شده. این شرکت سایت‌هایی را در اندونزی، مالزی، فیلیپین، سنگاپور، تایلند و ویتنام اداره می‌کند. لازادا تجارتش را با فروش موجودی انبارهایش به مشتری آغاز کرد. سال ۲۰۱۳ روشی جدید از فروش آنلاین را که به فروشندگان اجازه می‌داد محصولاتشان را از طریق این سایت به فروش برسانند اضافه کرد. محصولات متنوعی در لازادا فروخته می‌شود، از جمله: لوازم الکترونیکی دست چندم تا اسباب خانه و اسباب بازی، مد و پوشاک و تجهیزات ورزشی. مارس ۲۰۱۸ علی‌بابا قصد دارد که ۲ میلیارد دلار دیگر در این شرکت سرمایه‌گذاری کند که در مجموع سهام علی‌بابا را به ۴ میلیارد دلار می‌رساند. علی‌بابا همچنین قصد دارد «لوسی پنگ» یکی از مؤسسان خودش را به مدیریت لازادا منصوب کند.
در اکتبر ۲۰۱۶ علی‌بابا یک پلتفرم مسافرتی آنلاین به نام «علی تریپ» که به کاربر این اجازه را می‌دهد از آژانس‌های مختلف بلیط هواپیمایی تهیه کند را راه‌اندازی کرد. بعدها نام این علی تریپ به «فلیگی» تغییر کرد. کاربران فلیگی عمدتاً از نسل جوان هستند و فلیگی در تلاش است به یک سرویس به خصوص برای سفرهای خارجی، سرویس یک مرحله ای ارائه دهد. هفتم اوت ۲۰۱۷ علی‌بابا و گروه هتل بین‌المللی ماریوت اعلام همکاری همه‌جانبه کردند. این دو شرکت، یک شرکت سرمایه‌گذاری مشترک ایجاد خواهند کرد. از طریق فناوری اتصال، فلیگی هتل ماریوت را دارد. فلیگی را می‌توان از طریق وبسایت یا برنامه موبایل استفاده کرد.
در سال ۲۰۱۷ علی‌بابا به عنوان استراتژی جدید خرده فروشی، سوپر مارکت‌های زنجیره ای به نامHema را افتتاح کرد؛ طوری که مشتریان می‌توانند یا در محل خرید کنند یا به صورت آنلاین سفارش داده و در کمتر از ۳۰ دقیقه خرید خود را دریافت کنند. هما یک برنامه موبایل است که ازطریق تجزیه و تحلیل داده‌های مشتری به او پیشنهاد ارائه می‌کند. علاوه بر این خریداران می‌توانند محصولات خود را به شکل پخته شده سفارش دهند تا در غذا خوری سوپرمارکت میل کنند.
در اکتبر ۲۰۲۰ گروه علی‌بابا توافق کردند که با پرداخت ۳٫۶ میلیارد دلار به میلیاردر فرانسوی، خانواده «مولیز»، تا اپراتور بزرگ‌ترین هایپرمارکت چین، سان آرت را به دست گیرند. این معامله سهام علی‌بابا را در این هایپر مارکت ۲ برابر کرده و به ۷۲ درصد رساند.

### رایانش ابری و فناوری هوش مصنوعی
همزمان با دهمین سالگرد تأسیس شرکت علی‌بابا Alibaba Cloud را در سال ۲۰۰۹ راه‌اندازی کرد. هدف این برنامه ایجاد فضایی برای استخراج و پردازش داده‌های تجارت الکترونیک و سفارش سازی بود.
مراکز تحقیق و توسعه علی‌بابا کلود در هانگژو، پکن، هنگ کنگ، سنگاپور، سیلیکون ولی و دبی قرار دارد. ژوئیه ۲۰۱۴ علی‌بابا کلود با Inspur شروع به همکاری کردند. علی‌بابا کلود بزرگ‌ترین رایانه ابری سطح بالا در چین است. سال ۲۰۰۹ علی‌بابا HiChina، بزرگ‌ترین شرکت ثبت دامنه و خدمات میزبانی وب در چین را خریداری کرده و آن را در علی‌بابا کلود پیاده کرد. ۲۸ ژوئن ۲۰۱۱ علی‌بابا کلود از AliOs رونمایی کرد (که قبل تر به نام‌های Yun OS , Aliyn OS) شناخته می‌شد که یک برنامه موبایل قابل استفاده در سیستم عامل لینوکس است، رو نمایی کرد. در کنفرانس حسابداری سال ۲۰۱۷ علی‌بابا یک دستیار شخصی هوشمند با بستر باز و مستقر در چین به نام AliGenie را راه‌اندازی کرد. در حال حاضر در سخنگوی هوشمند Tmall Genie از این پلتفرم استفاده می‌شود.
سال ۲۰۱۸ والی مین در علی‌بابا از City Brain رونمایی کرد، تکنولوژی که به کمک شهروندان در امور شهری و رفت‌وآمد، ترافیک، جلوگیری از تصادفات و بهبود حمل و نقل کمک می‌کرد.
۲۷ ژوئیه ۲۰۱۹ علی‌بابا از یک پردازنده ۶۴ بیتی RISC-V رونمایی کرد که XuanTie 910 نام دارد (Black Iron 910). این پردازنده ۱۶ هسته ای ۱۲ نانومتر بوده و ۲٫۵ گیگاهرتز سرعت دارد؛ توسط شرکت تابعه علی‌باباT-Head که با نام (Pingtouge) نیز شناخته می‌شود ساخته شده. علی‌بابا ادعا می‌کند Xuan Tie 910 سریعتر از Arm Cortex A-73 بوده و توانایی ۷٫۱ هسته بر مگاهرتز را دارد.
۲۵ سپتامبر ۲۰۱۹ علی‌بابا یک شتاب‌دهنده هوش مصنوعی به نام Hanguang 800 را معرفی کرد. این شتاب‌دهنده با جریان ۱۲ نانومتر از ۱۷ میلیارد ترانزیستور توسط T-Head و DAMO Academy طراحی شده. به گفته علی‌بابا این شتاب‌دهنده توانایی استنتاج ۷۸٫۵۶۳ تصویر در ثانیه (IPS) را دارد. Hanguang 800 برای اجاره در علی‌بابا کلود در دسترس قرار خواهد گرفت.

### پلتفرم‌های پرداخت آنلاین
در سال ۲۰۰۴ گروه علی‌بابا یک سیستم پرداخت آنلاین شخص ثالث، به نام Alipay را راه‌اندازی کرد. این سرویس همچنین خدمات سپرده گذاری فراهم می‌کند؛ به این صورت که خریدار می‌تواند قبل از آزاد کردن پول برای فروشنده بررسی کند که آیا از کالاهایی که خریداری کرده رضایت دارد یه خیر. گروه علی‌بابا در اقدامی بحث‌برانگیز در سال ۲۰۱۰ علی پی را از خود جدا کرد. طبق گفته تحلیل گران، علی پی با ۳۰۰ میلیون کاربر و کنترل حدود نیمی از پرداخت‌های آنلاین چین، بیشترین سهم در را در بازار این کشور به خود اختصاص داده. در سال ۲۰۱۳ علی پی یک پلتفرم مالی به نام Yu'ebao را راه‌اندازی کرد. سال ۲۰۱۵ علی‌بابا اعلام کرد که سیستمی معرفی خواهند که خریداران بتوانند با تشخیص چهره پرداخت انجام دهند. ۱۶ اکتبر ۲۰۱۴ شرکت علی پی به Ant Financial Service تغییر نام داد.
یکی از دلایل موفقیت علی‌بابا در سیستم پرداخت آنلاین به دلیل استفاده این شرکت از چندین نوع سیستم پرداخت، شامل: کارت اعتباری، کارت بدهی، علی پی، کوئیک پی، و بانکداری آنلاین است.
این سیتم‌های پرداختی کمک می‌کنند که شرکت به راحتی با جریان‌های همزمان نقدی کنار بیاید. انت فایننشال، به دلیل تأثیرات مثبت در محیط زیست، در فهرست «تغییر دهندگان دنیا» مجله فورچن، در رده ششم قرار گرفت. انت فایننشال و شرکایش موفقیت زیادی در کاهش میزان دی‌اکسید کربن کسب کرده‌اند. انت فایننشال با ارزش بالغ بر ۱۵۰ میلیارد دلار با ارزش‌ترین شرکت تجارت الکترونیک جهان و با ارزش‌ترین شرکت تک شاخ (استارت آپ) جهان است.

### خدمات اینترنتی
سال ۲۰۰۴ علی‌بابا Aliwangwang، یک نرم‌افزار پیام رسان فوری بین فروشنده و خریدار آنلاین را رونمایی کرد. تا سال ۲۰۱۴ ۵۰ میلیون کاربر از این پیام رسان استفاده می‌کردند که Aliwangwang را به دومین پیام رسان فوری چین تبدیل کرد. در اکتبر ۲۰۰۳ مدیر علی‌بابا، جک ما اعلام کرد که گروه علی‌بابا دیگر از پیام رسان‌های Tencent مثل وی چت استفاده نخواهد کرد بلکه سرویس پیام رسانی خود به نام Laiwang را ارتقا خواهد داد. سال ۲۰۱۴ علی‌بابا در همکاری مشترکی با (شرکت چینی خدمات و نرم‌افزار موبایل) یک موتور جستجو فقط تلفن همراه به نام Shenma راه‌اندازی کردند. ماه ژوئن همان سال، علی‌بابا UCWeb را با محصولات بین‌المللی شامل خدمات مرورگر تلفن همراه UC Browser، سیستم عامل توزیع برنامه و بازی (9 games,9 apps) و یو سی نیوز که تمام اخبار مربوط به بازار هند را ارائه می‌دهد. بخش پروژه‌های Y گروه علی‌بابا، از برنامه تلفن همراه Xuexi Qiangguo که یک نرم‌افزار برای یادگیری Xi Jinping Thougts است، رونمایی کرد.
در اکتبر ۲۰۰۵ علی‌بابا طی یک مشارکت استراتژیک با یاهو، Yahoo! China را به دست آورد که تمرکزش روی خدمات اینترنتی از قبیل ای میل و جستجو است. در آوریل ۲۰۱۳ علی‌بابا اعلام کرد که به عنوان بخشی از توافق‌نامه بازپس‌گیری سهام یاهو میل، آنها خدماتشان به یاهو میل چاینا را به تعویق خواهند انداخت و اکانت‌هایشان را از این برنامه به جای دیگری منتقل کنند. برای این منظور آنها ۴ ماه وقت و چند گزینه داشتند؛ یاهو میل آمریکا، Aliyun mail، یا پلتفرم ای میلی به دلخواه خود انتخاب کنند.
یاهو چاینا در اوت ۲۰۱۳ سرویس ای میل خود را بست. تا ۳۱ دسامبر ۲۰۱۴، ای میل‌های فرستاده شده به اکانت‌های یاهو چاینا به Alimail فوروارد می‌شدند. کاربران همچنین این امکان را داشتند که اکانت‌هایشان را به Yahoo.com یا هر سرویس دیگری منتقل کنند. تخمین زده می‌شد که کاربران یاهو میل در چین بیشتر از یک میلیون نباشد که احتمالاً حساب‌های کاربری دیگری نیز داشته باشند.

### خدمات سرگرمی
علی‌بابا یک گروه رسانه و سرگرمی دیجیتال ساخته که متمرکز بر فروش بلیط، تولید محتوا و تجارب جدید است و پلتفرم فروش بلیط (Damai) و واحدهای تولید محتوا و تکنولوژی MaiLive وMaizou را زیر یک سقف قرار می‌دهد. هدف آن ارائه بستری برای رویدادهای زنده (کنسرت‌ها، نمایش‌ها و رویدادهای ورزشی) و همچنین پشتیبانی از دیگر واحدهای علی‌بابا و استفاده از داده‌های علی‌بابا برای نمایش آفلاین است. این برنامه همچنین سرویس توزیع دیجیتال آنلاین 9Apps که شامل برنامه‌ها و مطالب قابل دانلود است را دارد.
مارس ۲۰۱۴ گروه علی‌بابا توافق کرد تا سهامی کنترلی به ارزش ۸۰۴ میلیون دلار China Vision Media Group بخرد. این دو شرکت به توافقی مشترک مبنی بر ایجاد یک کمیته استراتژیک برای فرصت‌های بالقوه آینده در زمینه سرگرمی آنلاین و سایر رسانه‌ها رسیدند. نام این شرکت به Alibaba Pictures (تصاویر علی‌بابا) تغییر یافت. در مارس ۲۰۱۵ علی‌بابا Alibaba Music را به عنوان بخش موسیقی خود راه‌اندازی کرد. Xiami Music و Tiantian Music دو برنامه پخش موسیقی متعلق به علی میوزیک هستند. این شرکت در ژوئیه ۲۰۱۵، Gao Xiaosong را به عنوان رئیس و Song Ke را مدیر ارشد اجرایی معرفی کرد. سال 2017 Tencent Music در ازای ۱۰ میلیون دلار سهام آزاد (IPO) قراردادی با علی‌بابا بست که در ازای ثبوت جایگاهش دربازار چین، علی‌بابا میوزیک اجازه دسترسی به موزیک شرکت‌هایی چون: Sony Music, Universal Music Group و YG Entertainment خواهد داشت. در آوریل ۲۰۱۴ علی‌بابا با Yunfeng Capital (شرکت سهامی خاص تحت کنترل جک ما، مؤسس علی‌بابا) توافق کردند که ۱۸٫۵ درصد سهام Youku Todou را که برنامه‌های تلویزیونی معروف و فیلم‌های دیگر را به صورت آنلاین پخش می‌کند، بخرند.
در اوت ۲۰۲۰ Ant Financial یکی از شرکت‌های تابعه علی‌بابا برنامه IPO را با ارزش ۲۰۰ میلیارد دلار آغاز کرد.

### سایر
سال ۲۰۱۴ علی‌بابا به همراه Yunfeng Capital (شرکت سهامی خاص) ۵۴٪ از سهام CITIC 21 CN را به ارزش ۱۷۱ میلیون دلار خریداری کرده و Ali Health را راه‌اندازی کردند. این اوراق بهادار در بازار بورس هنگ کنگ تحت عنوان SHEK:241 فهرست شده. این شرکت خود را به عنوان تجارت الکترونیکی دارو و خدمات پزشکی معرفی می‌کند. در همان سال علی‌بابا Auto Navi را خریداری کرد. در آوریل ۲۰۱۵ این گروه توافق کردند داروخانه آنلاین بنگاه به مصرف‌کننده خود را (Tmall Medical) را به علی هلث منتقل کنند. این ادغان طیف گسترده‌ای از محصولات دارویی و بهداشتی در چین را به مصرف‌کنندگان ارائه می‌کند. سال ۲۰۱۵ علی‌بابا پس از ادغام برخی بخش‌های خود، بخش ورزشی این مجموعه به نام AliSposrts را در شانگهای راه‌اندازی کرد. فعالیت‌های شرکت جدید شامل: حقوق ورزشی رسانه‌ای، رویدادهای ورزشی، حقوق تجاری سازی، کپی رایت، رسانه، توسعه کسب وکار، بازی و فروش بلیط است. علی اسپرت پشتیبانی مالی فیفا از سال ۲۰۱۵ تا ۲۰۲۲ به عهده گرفت. سال ۲۰۱۷ این شرکت مسابقه قهرمانی راگبی با بالاترین مقدار پول به عنوان جایزه در شانگهای برگزار کرد.
دسامبر ۲۰۱۵ علی‌بابا موافقت کرد تا با پرداخت ۲۶۶ میلیون دلار South China Morning Post و سایر دارایی‌های این گروه را خریداری کند. علی‌رغم اینکه علی‌بابا قول آزادی قلم داده بود، معاون رئیس Josef Tsai گفت که علی‌بابا معتقد است: وقتی صحبت از چین است، جهان به نظرات زیادی دارد. ظهور چین به عنوان یک قدرت اقتصادی و اهمیتش برای ثبوت دنیا بسیار مهم‌تر از چیزی است که بشود به سادگی بیان کرد. این صحبت‌ها باعث نگرانی رسانه‌ها شد.
از دیگر شرکت‌های تابع علی‌بابا می‌توان بهCapital Hangzho Ali Ventureو Alibaba Entrepreneurs Fund اشاره کرد. Hangzho Ali Venture شرکتی است که ۸۰ درصد آن متعلق به جک ما و یکی دیگر از مدیران علی‌بابا است. برای اهداف نظارتی گروه علی‌بابا مستقیماً مالکیت این شرکت را به عهده نگرفت. این شرکت به عنوان یک شرکت تابعی و/یا تلفیقی از شرکت علی‌بابا شناخته می‌شود. این شرکت همچنین از سهامداران Beijing Enlight Media و سهامدار اصلی China Unicorn است. Alibaba Entrepreneurs (کارآفرین) یک شرکت بدون سود است که توسط علی‌بابا در سال ۲۰۱۵ تأسیس شد.
علی‌بابا همچنین در بیش از۱۰ استارتاپ در هنگ کنگ از جمله DayDayCook, GoGoVan,WeLend و Qupital سرمایه‌گذاری کرده.
سال ۲۰۱۵ به دلیل اطمینان از حمل سریع محصولات این شرکت به روسیه، همکاری اش با Russian Post را آغاز کرد.

## راهبری شرکتی

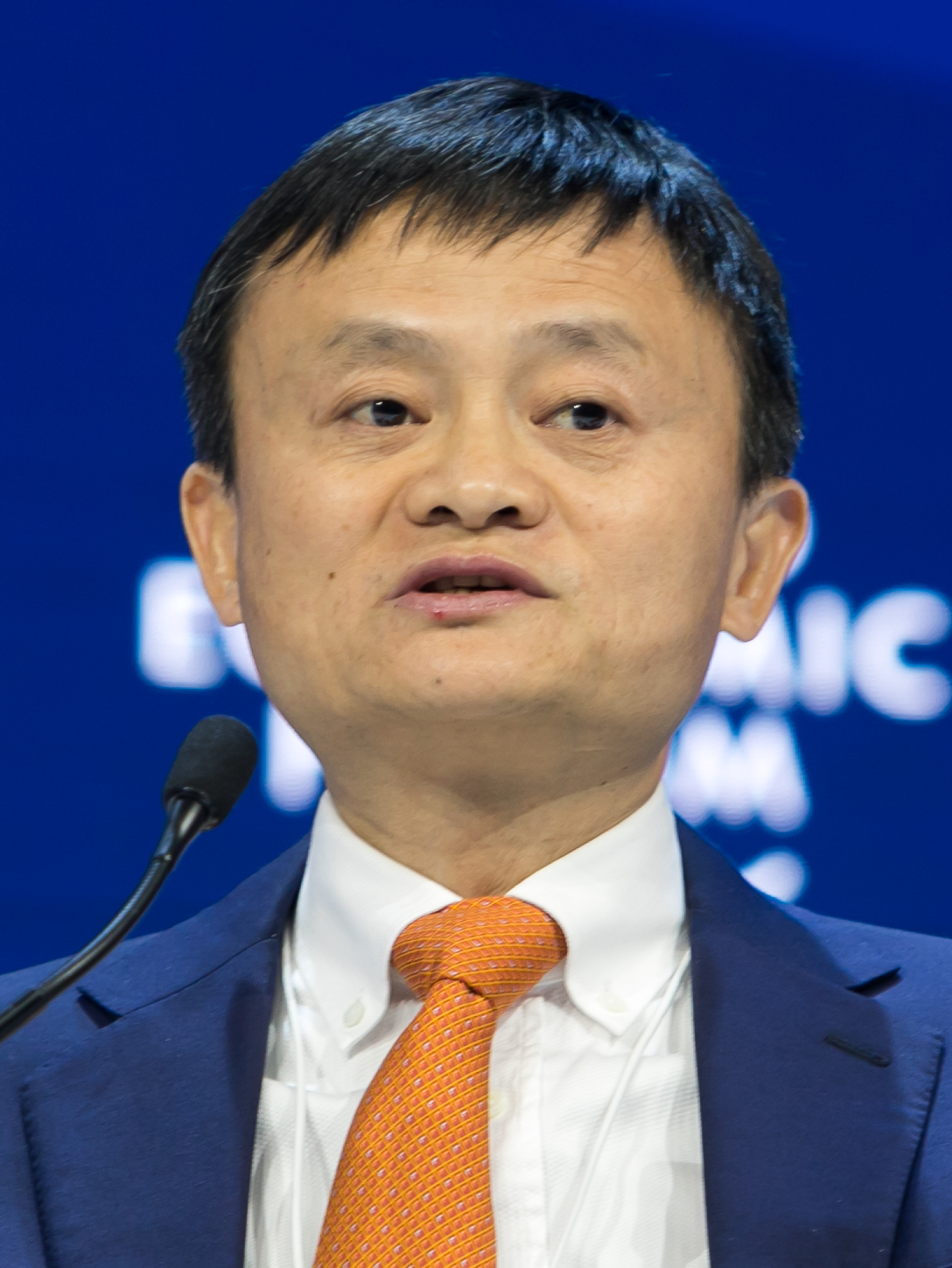
جک ما، مؤسس و مدیر عامل سابق علی‌بابا

جک ما، مؤسس اصلی علی‌بابا از روز تأسیس تا دهم سپتامبر ۲۰۱۹ مدیر کل این شرکت بوده است. در حال حاضر دنیل ژانگ ریاست این شرکت را به عهده دارد. جوزف تسای معاون اجرایی علی‌بابا از سال ۲۰۱۳ است. جی مایکل ایوانز سرپرست این مجموعه از سال ۲۰۱۵ است. هیئت مدیره علی‌بابا شامل مدیران ارشد: جک ما، جوزف تسای، دنیل ژانگ و جی مایکل ایوانز و اریک جینگ و همچنین مدیران مستقل از قبیل چی هو تانگ، والتر کواک، برج ای اوکلم و وان لینگ مارتلو و همچنین بنیان‌گذار و مدیر سابق یاهو جری ینگ است. ماسایوشی سون (بنیان‌گذار و مدیر عامل سافت بانک) تا سال ۲۰۲۰ عضو هیئت مدیره این شرکت بوده است. علاوه بر جک ما، تسای، ژاک و ایوانز، مدیریت ارشد شامل: مگی وو (مدیر ارشد عملیات)، جودی تانگ (مدیر ارشد محصولات)، جف ژانگ مدیر ارشد فناوری و همچنین مدیر اجرایی علی‌بابا کلود، سوفی وو (مدیر ارشد تبلیغاتی)، تیم استاینرت (مشاور عمومی و دبیر)، جسی ژنگ (مدیر ارشد سیستم عامل و تحقیقات)، آنجل ژائو (رئیس گروه جهانی سازی علی‌بابا)، کریس تانگ (کارشناس بازاریابی)، ترودی دای (رئیس بازارهای عمده فروشی)، فن جیانگ (رئیس سایت تاوباو) و جت جینگ (رئیس تی مال).
جک ما پس از کناره‌گیری از سمتش در سال ۲۰۱۹ جاناتان لو را به عنوان جانشین خود انتخاب کرد. علی‌بابا تحت مدیریت لو به خوبی پیش می‌رفت؛ اما شایعاتی مبنی بر کاهش اعتماد جک ما نسبت به توانایی لو در رهبری این مجموعه وجود داشت. دنیل ژانگ که به عنوان مدیر مالی علی‌بابا مشغول به خدمت بود، در سال ۲۰۱۵ جانشین لو در مدیریت شد. دهم سپتامبر ۲۰۱۸ ما ژانگ را به عنوان جانشینش انتخاب کرد. از سال ۲۰۱۲ حزب کمونیست چین گروهی دوهزار نفره را به عنوان کارمند در این شرکت مستقر کرده. در سال ۲۰۱۹ دولت چین شروع به جاسازی مقامات در شرکت‌های بزرگ فناوری از جمله علی‌بابا کرد.

## جنجال‌ها

### برنامه تأمین‌کنندهٔ طلا
علی‌بابا برای اطمینان از واقعی بودن خریدار تأمین کننده طلا را پیشنهاد می‌دهد با این روش تعداد سال‌های عضویت نمایش داده می‌شود. تاییدها و چک‌های خریدار در لیست وبسایت علی‌بابا مشخص می‌شود؛ این بررسی برای خریداران خارج از چین دقیق‌تر است. در حالی که بیشتر خریداران واقعی بوده، تعدادی فروشنده با وضعیت تأمین کننده طلا بودند که قصد کلاهبرداری از خریداران را داشته‌اند. در فوریه ۲۰۱۱ هنگامی که شرکت علی‌بابا اعتراف کرد که برنامه تأمین کننده را به بیش از ۲۰۰۰ فروشنده داده که کلاهبرداری کرده‌اند. پس از این گفته سهام شرکت به‌طور ناگهانی سقوط کرد. در بیانیه این شرکت گزارش شده که یان لیمین، مدیر کل وبسایت علی‌بابا در آن زمان به دلیل بد رفتاری بر کنار شده است. علاوه بر این، فیل مونکاستر در وب سایت «رجیستر» انگلیس، گزارش کرده که ۲۸ کارمند دیگر در این معامله کثیف دست داشته‌اند.
هفته‌نامهٔ اکونومیست بیان کرد که پاسخ علی‌بابا ضد و نقیض است. این شرکت گفته که به یک پارچگی و کیفیت متعهد است (وقتی که خود را با سایر رسوایی‌ها در شرکت‌های چینی مقایسه می‌کند) تأمین کننده طلا باعث ازبین رفتن اعتمادها برای معاملات بنگاه به بنگاه در علی‌بابا شد. گفته می‌شود جک ما به دلیل این رسوایی بسیار خشمگین شده و در موقعیتی قرار گرفته که بشخصه وارد جنگ برای جلب دوباره اعتماد شود.

### محصولات تقلبی
در سال ۲۰۱۶ دفتر نمایندگی تجارت ایالت متحده تاوباو را به لیست سیستم پلتفرم‌های تقلبی که شامل سایت‌های تورنت و پایرت بود، برگرداند. علی‌بابا تخلف خود را انکار کرده و ۴ ٰژانویه ۲۰۱۷ دو پرونده قضایی علیه جعل کنندگان تنظیم کرد اما برندهایی که محصولات تقلبی بر فروششان تأثیر گذاشته بود؛ علی‌بابا را به عدم انجام اقدامات کافی محکوم کردند.

### دادخواهی سنخی سهامداران
در یک دادگاه عالی کالیفرنیا علیه علی‌بابا و متعهدان سهام این شرکت شکایت شد. این دادخواست در اکتبر ۲۰۱۵ به نمایندگی از سرمایه‌گذارانی که سهام سپرده گذاری علی‌بابا را به اتهام نقض قانون اوراق بها دار خریده بودند تشکیل شد. در دسامبر ۲۰۱۸ علی‌بابا به توافق حل و فصل مشروط به تأیید دادگاه رسید. در این توافق، علی‌بابا ملزم به پرداخت ۷۵ میلیون دلار برای حل و فصل دعوی شد.

### نظارت بر اویغورها
دسامبر ۲۰۲۰ نیویورک تایمز گزارش کرد که علی‌بابا نرم‌افزار تشخیص چهره برای شناسایی اویغورها و سایر اقلیت‌های قومی در چین ساخته و عرضه بازار کرده است. پاسخ علی‌بابا این بود که متأسفانه شرکت تابعه علی‌بابا، علی‌بابا کلود، این نرم‌افزار را ساخته است.

### کاوش ضد انحصار
به گزارش روزنامه وال استریت در نوامبر ۲۰۱۷، رهبر حزب کمونیست چین، شی جین پینگ، شخصاً سهام بازار آزاد بورس گروه اَنت جک ما را سرنگون کرد. در آن زمان این یک هشدار ترسناک برای بسیاری از کار آفرینان و به عنوان بزرگ‌ترین تعلیق در بازار سهام در جهان بود. بو ژوانگ، اقتصاد دان ارشد چین در تی اس لامبارد گفت که این تعلیق بخشی از سیاست گسترده‌تر است چرا که رهبری به دنبال گسترش و تحکیم خود درامور مالی و فناوری است. پیامد این اقدام، پیش نویس غیرمنتظره دولت چین در ۱۰ نوامبر۲۰۲۰ بود که به مقامات دولتی آزادی عمل بیشتری در تنظیم شرکت بزرگ فناوری در این شرکت را می‌دهد. دسامبر سال ۲۰۲۰ اداره دولتی تنظیم بازار چین تحقیق درمورد اقدامات انحصاری علی‌بابا را آغاز کرد. باک مرکزی چین و همچنین سه ناظر دولتی دیگر در بیانیه‌های جداگانه تأیید کردند که گروه انت، برای بحث درمورد رقابت و حقوق مصرف‌کننده احضار خواهد شد. تنظیم کنندگان به شرکت دستور دادند تا تمرکز خود را روی پرداخت‌های دیجیتال بگذارند. روزنامه رسمی حزب کمونیست چین «پیپلز دیلی» بلافاصله بعد از اعلامیه، این خبر را تأیید کرد و اضافه کرد که تحقیقات گامی مهم در ضد انحصار سازی حوزه اینترنت است. در نتیجه این تحقیقات، علی‌بابا تقریباً تمام سود خود را در بازار سهام (۸۵۹ به ۵۸۶ میلیارد دلار) از دست داد. جک ما، مؤسس علی‌بابا و انت گروپ از زمان تعلیق سهام انت از انظار عموم ناپدید شد.